# Benoît Millot
Benoît Millot (Châtenay-Malabry, 10 gennaio 1982) è un arbitro di calcio francese.

## Carriera
Nel 2011 è diventato uno dei più giovani arbitri in Ligue 1. Dal 2013 arbitra anche le partite di Europa League e Youth League.
Viene selezionato, in qualità di VAR, per i Giochi Olimpici di Tokyo 2020, svoltisi tra il luglio e l'agosto 2021.